# Nueva Reforma, Huitiupán
Nueva Reforma är en ort i Mexiko.   Den ligger i kommunen Huitiupán och delstaten Chiapas, i den sydöstra delen av landet, 700 km öster om huvudstaden Mexico City. Nueva Reforma ligger 774 meter över havet och antalet invånare är 122.
Terrängen runt Nueva Reforma är bergig norrut, men söderut är den kuperad. Runt Nueva Reforma är det ganska tätbefolkat, med 70 invånare per kvadratkilometer. Närmaste större samhälle är Simojovel de Allende, 13,9 km söder om Nueva Reforma. I omgivningarna runt Nueva Reforma växer i huvudsak städsegrön lövskog.